# Prêmios Rotários de Liderança Juvenil
Prêmios Rotários de Liderança Juvenil (do inglês Rotary Youth Leadership Awards), também conhecido pela sigla RYLA, é um programa de liderança coordenado por Rotary Clubs em todo o mundo, cujo foco são indivíduos de 14 a 30 anos. Cada distrito rotariano utiliza um formato específico desses eventos, mas geralmente consistem em seminários, acampamentos ou workshops focados no desenvolvimento de habilidades de liderança. Os participantes têm a oportunidade de praticar e refinar essas habilidades por meio de atividades práticas e discussões.
Rotary Clubs e distritos rotarianos são responsáveis por selecionar os participantes e elaborar o currículo do evento. O objetivo desses eventos é promover o crescimento e o desenvolvimento de jovens enquanto se preparam para assumir papéis de liderança em suas comunidades. Ao oferecer esse apoio e orientação, os Rotary Clubs visam criar uma nova geração de líderes que contribuirão para a sociedade e causarão um impacto positivo em suas comunidades locais e além.

## História
Em 1959, o governo do estado de Queensland, na Austrália, convidou os Rotary Clubs locais para ajudar a planejar um evento para comemorar o próximo centenário do estado. A princesa Alexandra, que tinha pouco mais de 20 anos, deveria comparecer às comemorações, então as atividades foram planejadas especificamente para a faixa etária da princesa.
O Gundoo, que significa "festival" ou "diversão juntos" na língua aborígine, foi um evento de sucesso que atraiu mais de 300 homens e mulheres com idades entre 17 e 23 anos. no conceito Gundoo. O projeto foi aprovado por Art Brand, o governador do que era então conhecido como Distrito 260. Em 2 de maio de 1960, o RYLA tornou-se um projeto oficial do Rotary.
Os distritos australianos 258 e 260 estabeleceram um comitê conjunto que desenvolveu a estrutura oficial do RYLA: treinar jovens de 14 a 30 anos em caráter, liderança, desenvolvimento pessoal e boa cidadania. Essas diretrizes ajudaram o RYLA a se expandir para todos os distritos rotários da Austrália e levaram à sua aprovação como programa do Rotary International pelo conselho diretor do Rotary International na convenção de 1971 em Sydney, Austrália.